# Elecciones legislativas de Uruguay de 1910
El 28 de noviembre de 1910 se realizaron las elecciones legislativas de Uruguay para elegir a todos los miembros de la Cámara de Representantes y a colegios electorales de senadores en los departamentos uruguayos de Montevideo, Maldonado, Cerro Largo, Paysandú, Colonia, San José y Minas. El principal partido opositor, el Partido Nacional no participó de las elecciones.

## Sistema Electoral
Las elecciones fueron las primeras realizadas luego de la introducción del sistema de Doble voto simultáneo bajo la ley n°3640.
El sufragio estaba limitado a hombres letrados. El voto no era secreto, ya que los votantes tenían que firmar su papeleta.

### Cámara de Diputados
Los departamentos contaban con diferentes cantidades de diputados. Dichos diputados eran electos directamente por el electoradoy su mandato duraba 3 años.

### Cámara de Senadores
Cada departamento contaba con un senador, por lo cual en total la cámara estaba compuesta por 19 miembros, todos ellos electos por un colegio electoral departamental. El mandato de los senadores duraba seis años.
La elección de los senadores se realizaba por tercios cada bienio y su reelección inmediata por el mismo departamento estaba prohibida.
Cada colegio electoral contaba con 15 miembros; todos ellos ciudadanos del departamento por el que fueron elegidos. estos, además de elegir al senador, también elegían a su suplente por la jurisdicción respectiva. La elección de tanto el senador como del suplente se realizaba mediante un sistema indirecto en una reunión secreta.

## Resultados

### Totales

#### Diputados
| Partido                  | Votos  | %      | Diputados obtenidos | +/-   |
| ------------------------ | ------ | ------ | ------------------- | ----- |
| Partido Colorado         | 26,787 | 86.75  | 85                  | +16   |
| Coalición Liberal        | 3,594  | 11.64  | 5                   | Nuevo |
| Partido Católico         | 497    | 1.61   | 0                   | Nuevo |
| Total                    | 30,878 | 100.00 | 90                  | +6    |
| Fuente: Instituto Factum |        |        |                     |       |

#### Senadores
| Partido                  | Votos            | %                | Senadores obtenidos | Senadores totales | +/-              |
| ------------------------ | ---------------- | ---------------- | ------------------- | ----------------- | ---------------- |
| Partido Colorado         | 14,175           | 90.98            | 7                   | 18                | +2               |
| Coalición Liberal        | 1,063            | 6.82             | 0                   | 0                 | 0                |
| Partido Católico         | 342              | 2.20             | 0                   | 0                 | 0                |
| Total                    | 15,580           | 100.00           | 7                   | 19                | 0                |
| Fuente: Instituto Factum |                  |                  |                     |                   |                  |
| Presidente del Senado    |                  |                  |                     |                   |                  |
| Titular                  | Titular          | Titular          | Electo              | Electo            | Electo           |
| Feliciano Viera          | Feliciano Viera  | Feliciano Viera  | Feliciano Viera     | Feliciano Viera   | Feliciano Viera  |
| Partido Colorado         | Partido Colorado | Partido Colorado | Partido Colorado    | Partido Colorado  | Partido Colorado |

### Por departamento

#### Montevideo
| Partido                  | Votos | %      | Diputados obtenidos | Senadores obtenidos |
| ------------------------ | ----- | ------ | ------------------- | ------------------- |
| Partido Colorado         | 7,700 | 86.13  | 21                  | 1                   |
| Coalición Liberal        | 899   | 10.05  | 2                   | 0                   |
| Partido Católico         | 342   | 3.82   | 0                   | 0                   |
| Total                    | 8,941 | 100.00 | 23                  | 1                   |
| Fuente: Instituto Factum |       |        |                     |                     |

#### Canelones
| Partido                  | Votos | %      | Diputados obtenidos |
| ------------------------ | ----- | ------ | ------------------- |
| Partido Colorado         | 2,598 | 78.84  | 7                   |
| Coalición Liberal        | 593   | 18.01  | 0                   |
| Partido Católico         | 104   | 3.15   | 0                   |
| Total                    | 3,295 | 100.00 | 7                   |
| Fuente: Instituto Factum |       |        |                     |

#### Maldonado[10]
| Partido                  | Votos | %      | Diputados obtenidos | Senadores obtenidos |
| ------------------------ | ----- | ------ | ------------------- | ------------------- |
| Partido Colorado         | 1,485 | 100.00 | 3                   | 1                   |
| Total                    | 1,485 | 100.00 | 3                   | 1                   |
| Fuente: Instituto Factum |       |        |                     |                     |

#### Rocha
| Partido                  | Votos | %      | Diputados obtenidos |
| ------------------------ | ----- | ------ | ------------------- |
| Partido Colorado         | 1,504 | 76.46  | 2                   |
| Coalición Liberal        | 463   | 23.54  | 0                   |
| Total                    | 1,967 | 100.00 | 2                   |
| Fuente: Instituto Factum |       |        |                     |

#### Treinta y Tres[10]
| Partido                  | Votos | %      | Diputados obtenidos |
| ------------------------ | ----- | ------ | ------------------- |
| Partido Colorado         | 851   | 100.00 | 3                   |
| Total                    | 851   | 100.00 | 3                   |
| Fuente: Instituto Factum |       |        |                     |

#### Cerro Largo[10]
| Partido                  | Votos | %      | Diputados obtenidos | Senadores obtenidos |
| ------------------------ | ----- | ------ | ------------------- | ------------------- |
| Partido Colorado         | 705   | 100.00 | 4                   | 1                   |
| Total                    | 705   | 100.00 | 4                   | 1                   |
| Fuente: Instituto Factum |       |        |                     |                     |

#### Rivera[10]
| Partido                  | Votos | %      | Diputados obtenidos |
| ------------------------ | ----- | ------ | ------------------- |
| Partido Colorado         | 816   | 100.00 | 3                   |
| Total                    | 816   | 100.00 | 3                   |
| Fuente: Instituto Factum |       |        |                     |

#### Artigas[10]
| Partido                  | Votos | %      | Diputados obtenidos |
| ------------------------ | ----- | ------ | ------------------- |
| Partido Colorado         | 868   | 100.00 | 2                   |
| Total                    | 868   | 100.00 | 2                   |
| Fuente: Instituto Factum |       |        |                     |

#### Salto[10]
| Partido                  | Votos | %      | Diputados obtenidos |
| ------------------------ | ----- | ------ | ------------------- |
| Partido Colorado         | 1,025 | 100.00 | 5                   |
| Total                    | 1,025 | 100.00 | 5                   |
| Fuente: Instituto Factum |       |        |                     |

#### Paysandú[10]
| Partido                  | Votos | %      | Diputados obtenidos | Senadores obtenidos |
| ------------------------ | ----- | ------ | ------------------- | ------------------- |
| Partido Colorado         | 984   | 100.00 | 3                   | 1                   |
| Total                    | 984   | 100.00 | 3                   | 1                   |
| Fuente: Instituto Factum |       |        |                     |                     |

#### Río Negro
| Partido                  | Votos | %      | Diputados obtenidos |
| ------------------------ | ----- | ------ | ------------------- |
| Coalición Liberal        | 493   | 58.07  | 1                   |
| Partido Colorado         | 356   | 41.93  | 1                   |
| Total                    | 849   | 100.00 | 2                   |
| Fuente: Instituto Factum |       |        |                     |

#### Soriano
| Partido                  | Votos | %      | Diputados obtenidos |
| ------------------------ | ----- | ------ | ------------------- |
| Partido Colorado         | 1,203 | 97.73  | 5                   |
| Coalición Liberal        | 28    | 2.27   | 0                   |
| Total                    | 1,231 | 100.00 | 5                   |
| Fuente: Instituto Factum |       |        |                     |

#### Colonia[10]
| Partido                  | Votos | %      | Diputados obtenidos | Senadores obtenidos |
| ------------------------ | ----- | ------ | ------------------- | ------------------- |
| Partido Colorado         | 1,587 | 100.00 | 4                   | 1                   |
| Total                    | 1,587 | 100.00 | 4                   | 1                   |
| Fuente: Instituto Factum |       |        |                     |                     |

#### San José
| Partido                  | Votos | %      | Diputados obtenidos | Senadores obtendios |
| ------------------------ | ----- | ------ | ------------------- | ------------------- |
| Partido Colorado         | 803   | 83.04  | 4                   | 1                   |
| Coalición Liberal        | 164   | 16.96  | 0                   | 0                   |
| Total                    | 967   | 100.00 | 4                   | 1                   |
| Fuente: Instituto Factum |       |        |                     |                     |

#### Flores
| Partido                  | Votos | %      | Diputados obtenidos |
| ------------------------ | ----- | ------ | ------------------- |
| Partido Colorado         | 177   | 46.58  | 1                   |
| Coalición Liberal        | 152   | 40.01  | 1                   |
| Partido Católico         | 51    | 13.41  | 0                   |
| Total                    | 380   | 100.00 | 2                   |
| Fuente: Instituto Factum |       |        |                     |

#### Florida[10]
| Partido                  | Votos | %      | Diputados obtenidos |
| ------------------------ | ----- | ------ | ------------------- |
| Partido Colorado         | 1,097 | 100.00 | 4                   |
| Total                    | 1,097 | 100.00 | 4                   |
| Fuente: Instituto Factum |       |        |                     |

#### Durazno
| Partido                  | Votos | %      | Diputados obtenidos |
| ------------------------ | ----- | ------ | ------------------- |
| Partido Colorado         | 865   | 76.77  | 4                   |
| Coalición Liberal        | 292   | 25.23  | 0                   |
| Total                    | 1,157 | 100.00 | 4                   |
| Fuente: Instituto Factum |       |        |                     |

#### Minas[10]
| Partido                  | Votos | %      | Diputados obtenidos | Senadores obtendios |
| ------------------------ | ----- | ------ | ------------------- | ------------------- |
| Partido Colorado         | 911   | 100.00 | 5                   | 1                   |
| Total                    | 911   | 100.00 | 5                   | 1                   |
| Fuente: Instituto Factum |       |        |                     |                     |

#### Tacuarembó
| Partido                  | Votos | %      | Diputados obtenidos |
| ------------------------ | ----- | ------ | ------------------- |
| Partido Colorado         | 1,252 | 80.35  | 4                   |
| Coalición Liberal        | 306   | 19.65  | 1                   |
| Total                    | 1,558 | 100.00 | 5                   |
| Fuente: Instituto Factum |       |        |                     |

## Consecuencias
Tras las elecciones, los parlamentarios eligieron como presidente a José Batlle y Ordóñez el 1 de marzo de 1911.